# Puchar Polski w piłce nożnej (2016/2017)/Puchary wojewódzkie
Puchar Polski w piłce nożnej mężczyzn na szczeblu wojewódzkim - Rozgrywki pucharowe mające na celu wyłonienie klubów z niższych lig z poszczególnych województw do udziału w Pucharze Polski w piłce nożnej mężczyzn 2017/2018. Każde województwo ma prawo wyłonić jedną drużynę, która będzie je reprezentować w Pucharze Polski. W eliminacjach obowiązkowo biorą udział drużyny od 3 ligi do klasy okręgowej. Drużyny z A-klasy mogą nie przystąpić do rozgrywek, a zespoły z klas niższych nie są zobowiązane do brania udziału w eliminacjach.

## Zwycięzcy
- Zagłębie II Lubin (województwo dolnośląskie)
- Wda Świecie (województwo kujawsko-pomorskie)
- Chełmianka Chełm (województwo lubelskie)
- KS Stilon Gorzów Wielkopolski (województwo lubuskie)
- Warta Sieradz (województwo łódzkie)
- Podhale Nowy Targ (województwo małopolskie)
- Świt Nowy Dwór Mazowiecki (województwo mazowieckie)
- Ruch Zdzieszowice (województwo opolskie)
- Stal Rzeszów (województwo podkarpackie)
- ŁKS 1926 Łomża (województwo podlaskie)
- Gryf Słupsk (województwo pomorskie)
- Rekord Bielsko-Biała (województwo śląskie)
- KSZO 1929 Ostrowiec Świętokrzyski (województwo świętokrzyskie)
- Sokół Ostróda (województwo warmińsko-mazurskie)
- Polonia Środa Wielkopolska (województwo wielkopolskie)
- MKP Szczecinek (województwo zachodniopomorskie)

## Województwo Dolnośląskie[1]
Udział biorą zwycięzcy czterech pucharów okręgowych.
| Uczestnicy tej edycji                           | Uczestnicy tej edycji | Uczestnicy tej edycji | Uczestnicy tej edycji |
| ----------------------------------------------- | --------------------- | --------------------- | --------------------- |
| ZA2                                             | Zagłębie II Lubin     | Legnica               |                       |
| KOW                                             | Olimpia Kowary        | Jelenia Góra          |                       |
| VRT                                             | Victoria Tuszyn       | Wałbrzych             |                       |
| FHG                                             | Foto-Higiena Gać      | Wrocław               |                       |
| W kolumnie pierwszej podano skróty nazw drużyn. |                       |                       |                       |

### Wyniki
| Drużyna 1         | Wynik        | Drużyna 2         |
| Półfinały         | Półfinały    | Półfinały         |
| ----------------- | ------------ | ----------------- |
| Zagłębie II Lubin | 4:0          | Olimpia Kowary    |
| Victoria Tuszyn   | 1:1 (k. 2:4) | Foto-Higiena Gać  |
| Finał             |              |                   |
| Foto-Higiena Gać  | 0:0 (k. 3:5) | Zagłębie II Lubin |

## Województwo Kujawsko-Pomorskie[2]
Udział biorą zwycięzcy 1/8 finału i 1/4 finału. Start w nich zapewnieni mieli zwycięzcy pucharów okręgowych.
| Uczestnicy tej edycji                           | Uczestnicy tej edycji      | Uczestnicy tej edycji | Uczestnicy tej edycji |
| ----------------------------------------------- | -------------------------- | --------------------- | --------------------- |
| MUS                                             | Mustang Ostaszewo          | Toruń                 |                       |
| UNI                                             | Unia Janikowo              | Bydgoszcz             |                       |
| IKU                                             | Kujawianka Izbica Kujawska | Włocławek             |                       |
| WDA                                             | Wda Świecie                | Bydgoszcz             |                       |
| W kolumnie pierwszej podano skróty nazw drużyn. |                            |                       |                       |

### Wyniki
| Drużyna 1                  | Wynik     | Drużyna 2         |
| Półfinały                  | Półfinały | Półfinały         |
| -------------------------- | --------- | ----------------- |
| Mustang Ostaszewo          | 3:1       | Unia Janikowo     |
| Kujawianka Izbica Kujawska | 1:4       | Wda Świecie       |
| Dwumecz Finałowy           |           |                   |
| Mustang Ostaszewo          | 1:5       | Wda Świecie       |
| Wda Świecie                | 5:0       | Mustang Ostaszewo |

Dwumecz finałowy wygrała Wda Świecie 10:1

## Województwo Lubelskie[3]
Udział biorą zwycięzcy czterech pucharów okręgowych.
| Uczestnicy tej edycji                           | Uczestnicy tej edycji       | Uczestnicy tej edycji | Uczestnicy tej edycji |
| ----------------------------------------------- | --------------------------- | --------------------- | --------------------- |
| CHM                                             | Chełmianka Chełm            | Chełm                 |                       |
| MOT                                             | Motor Lublin                | Lublin                |                       |
| TTL                                             | Tomasovia Tomaszów Lubelski | Zamość                |                       |
| ORP                                             | Orlęta Radzyń Podlaski      | Biała Podlaska        |                       |
| W kolumnie pierwszej podano skróty nazw drużyn. |                             |                       |                       |

### Wyniki
| Drużyna 1                   | Wynik     | Drużyna 2              |
| Półfinały                   | Półfinały | Półfinały              |
| --------------------------- | --------- | ---------------------- |
| Chełmianka Chełm            | 4:2       | Motor Lublin           |
| Tomasovia Tomaszów Lubelski | 1:2       | Orlęta Radzyń Podlaski |
| Finał                       |           |                        |
| Chełmianka Chełm            | 3:0       | Orlęta Radzyń Podlaski |

## Województwo Lubuskie[4]
Udział biorą zwycięzcy 1/8 finału i 1/4 finału. Start w nich zapewnieni mieli zwycięzcy pucharów okręgowych.
| Uczestnicy tej edycji                           | Uczestnicy tej edycji         | Uczestnicy tej edycji | Uczestnicy tej edycji |
| ----------------------------------------------- | ----------------------------- | --------------------- | --------------------- |
| SGW                                             | KS Stilon Gorzów Wielkopolski | Gorzów Wielkopolski   |                       |
| FZG                                             | Falubaz Zielona Góra          | Zielona Góra          |                       |
| PRZ                                             | TS Przylep                    | Zielona Góra          |                       |
| DRE                                             | Lubuszanin Drezdenko          | Gorzów Wielkopolski   |                       |
| W kolumnie pierwszej podano skróty nazw drużyn. |                               |                       |                       |

### Wyniki
| Drużyna 1                     | Wynik     | Drużyna 2                     |
| Półfinały                     | Półfinały | Półfinały                     |
| ----------------------------- | --------- | ----------------------------- |
| KS Stilon Gorzów Wielkopolski | 3:0       | Falubaz Zielona Góra          |
| TS Przylep                    | 2:1       | Lubuszanin Drezdenko          |
| Finał                         |           |                               |
| TS Przylep                    | 1:2       | KS Stilon Gorzów Wielkopolski |

## Województwo Łódzkie[5]
Udział biorą zwycięzcy 1/4 finału. Start w nim zapewnieni mieli zwycięzcy pucharów okręgowych.
| Uczestnicy tej edycji                           | Uczestnicy tej edycji | Uczestnicy tej edycji | Uczestnicy tej edycji |
| ----------------------------------------------- | --------------------- | --------------------- | --------------------- |
| WID                                             | Widzew Łódź           | Łódź                  |                       |
| SDZ                                             | Warta Sieradz         | Sieradz               |                       |
| STR                                             | Unia Skierniewice     | Skierniewice          |                       |
| WZE                                             | Włókniarz Zelów       | Piotrków Trybunalski  |                       |
| W kolumnie pierwszej podano skróty nazw drużyn. |                       |                       |                       |

### Wyniki
| Drużyna 1         | Wynik     | Drużyna 2         |
| Półfinały         | Półfinały | Półfinały         |
| ----------------- | --------- | ----------------- |
| Włókniarz Zelów   | 2:4       | Unia Skierniewice |
| Warta Sieradz     | 1:0       | Widzew Łódź       |
| Finał             |           |                   |
| Unia Skierniewice | 0:2       | Warta Sieradz     |

## Województwo Małopolskie[6]
Udział biorą zwycięzcy czterech pucharów okręgowych.
| Uczestnicy tej edycji                           | Uczestnicy tej edycji | Uczestnicy tej edycji | Uczestnicy tej edycji |
| ----------------------------------------------- | --------------------- | --------------------- | --------------------- |
| TAR                                             | Tarnovia Tarnów       | Tarnów                |                       |
| PNT                                             | Podhale Nowy Targ     | Nowy Sącz             |                       |
| RAB                                             | Raba Dobczyce         | Kraków                |                       |
| OŚW                                             | Unia Oświęcim         | Wadowice              |                       |
| W kolumnie pierwszej podano skróty nazw drużyn. |                       |                       |                       |

### Wyniki
| Drużyna 1       | Wynik     | Drużyna 2         |
| Półfinały       | Półfinały | Półfinały         |
| --------------- | --------- | ----------------- |
| Tarnovia Tarnów | 0:2       | Podhale Nowy Targ |
| Raba Dobczyce   | 2:0       | Unia Oświęcim     |
| Finał           |           |                   |
| Raba Dobczyce   | 1:2       | Podhale Nowy Targ |

## Województwo Mazowieckie[7]
Udział biorą zwycięzcy 1/8 finału i 1/4 finału. Start w nich zapewnieni mieli zwycięzcy pucharów okręgowych, zespoły z Młodej Ekstraklasy i zespoły z województwa grające w 3 lidze.
| Uczestnicy tej edycji                           | Uczestnicy tej edycji     | Uczestnicy tej edycji | Uczestnicy tej edycji |
| ----------------------------------------------- | ------------------------- | --------------------- | --------------------- |
| LE2                                             | Legia II Warszawa         | 3 liga                |                       |
| JGA                                             | Sparta Jazgarzew          | 3 liga                |                       |
| URS                                             | Ursus Warszawa            | 3 liga                |                       |
| ŚWI                                             | Świt Nowy Dwór Mazowiecki | 3 liga                |                       |
| W kolumnie pierwszej podano skróty nazw drużyn. |                           |                       |                       |

### Wyniki
| Drużyna 1        | Wynik     | Drużyna 2                 |
| Półfinały        | Półfinały | Półfinały                 |
| ---------------- | --------- | ------------------------- |
| Sparta Jazgarzew | 3:1       | Legia II Warszawa         |
| Ursus Warszawa   | 2:3       | Świt Nowy Dwór Mazowiecki |
| Finał            |           |                           |
| Sparta Jazgarzew | 1:2       | Świt Nowy Dwór Mazowiecki |

## Województwo Opolskie[8]
Udział biorą zwycięzcy 1/32, 1/16, 1/8 i 1/4 finału.
| Uczestnicy tej edycji                           | Uczestnicy tej edycji | Uczestnicy tej edycji | Uczestnicy tej edycji |
| ----------------------------------------------- | --------------------- | --------------------- | --------------------- |
| GON                                             | LZS Gronowice         | -                     |                       |
| GŁU                                             | Polonia Głubczyce     | -                     |                       |
| KUP                                             | LZS Kup               | -                     |                       |
| RZD                                             | Ruch Zdzieszowice     | -                     |                       |
| W kolumnie pierwszej podano skróty nazw drużyn. |                       |                       |                       |

### Wyniki
| Drużyna 1     | Wynik     | Drużyna 2         |
| Półfinały     | Półfinały | Półfinały         |
| ------------- | --------- | ----------------- |
| LZS Gronowice | 1:0       | Polonia Głubczyce |
| LZS Kup       | 0:1       | Ruch Zdzieszowice |
| Finał         |           |                   |
| LZS Gronowice | 1:6       | Ruch Zdzieszowice |

## Województwo Podkarpackie[9]
Udział biorą zwycięzcy czterech pucharów okręgowych.
| Uczestnicy tej edycji                           | Uczestnicy tej edycji | Uczestnicy tej edycji | Uczestnicy tej edycji |
| ----------------------------------------------- | --------------------- | --------------------- | --------------------- |
| JKS                                             | JKS 1909 Jarosław     | Jarosław              |                       |
| STR                                             | Stal Rzeszów          | Rzeszów-Dębica        |                       |
| KAR                                             | Karpaty Krosno        | Krosno                |                       |
| NIS                                             | Sokół Nisko           | Stalowa Wola          |                       |
| W kolumnie pierwszej podano skróty nazw drużyn. |                       |                       |                       |

### Wyniki
| Drużyna 1    | Wynik     | Drużyna 2         |
| Półfinały    | Półfinały | Półfinały         |
| ------------ | --------- | ----------------- |
| Sokół Nisko  | 1:3       | JKS 1909 Jarosław |
| Stal Rzeszów | 5:1       | Karpaty Krosno    |
| Finał        |           |                   |
| Stal Rzeszów | 2:1       | JKS 1909 Jarosław |

## Województwo Podlaskie[10]
Udział biorą zwycięzcy poprzednich rund (I-VI). Możliwość startu miały wszystkie drużyny z województwa.
| Uczestnicy tej edycji                           | Uczestnicy tej edycji    | Uczestnicy tej edycji | Uczestnicy tej edycji |
| ----------------------------------------------- | ------------------------ | --------------------- | --------------------- |
| WAR                                             | Warmia Grajewo           | -                     |                       |
| JA2                                             | Jagiellonia II Białystok | -                     |                       |
| RWM                                             | Ruch Wysokie Mazowieckie | -                     |                       |
| ŁOM                                             | ŁKS 1926 Łomża           | -                     |                       |
| W kolumnie pierwszej podano skróty nazw drużyn. |                          |                       |                       |

### Wyniki
| Drużyna 1                | Wynik     | Drużyna 2                |
| Półfinały                | Półfinały | Półfinały                |
| ------------------------ | --------- | ------------------------ |
| Warmia Grajewo           | 3:0       | Jagiellonia II Białystok |
| Ruch Wysokie Mazowieckie | 0:3       | ŁKS 1926 Łomża           |
| Finał                    |           |                          |
| Warmia Grajewo           | 2:3 (pd.) | ŁKS 1926 Łomża           |

## Województwo Pomorskie[11]
Udział biorą zwycięzcy trzech pucharów okręgowych.
| Uczestnicy tej edycji                           | Uczestnicy tej edycji  | Uczestnicy tej edycji | Uczestnicy tej edycji |
| ----------------------------------------------- | ---------------------- | --------------------- | --------------------- |
| NOS                                             | Grom Nowy Staw         | Malbork               |                       |
| DZI                                             | Powiśle Dzierzgoń      | Malbork               |                       |
| KSK                                             | KS Kamienica Królewska | Gdańsk                |                       |
| GRS                                             | Gryf Słupsk            | Słupsk                |                       |
| W kolumnie pierwszej podano skróty nazw drużyn. |                        |                       |                       |

### Wyniki
| Drużyna 1              | Wynik        | Drużyna 2         |
| Półfinały              | Półfinały    | Półfinały         |
| ---------------------- | ------------ | ----------------- |
| Grom Nowy Staw         | 2:0 (pd.)    | Powiśle Dzierzgoń |
| KS Kamienica Królewska | 0:4          | Gryf Słupsk       |
| Finał                  |              |                   |
| Gryf Słupsk            | 3:3 (k. 5:3) | Grom Nowy Staw    |

## Województwo Śląskie[12]
Udział biorą zwycięzcy 1/8 finału i 1/4 finału. Start w nich mieli zagwarantowani zwycięzcy pucharów okręgowych
| Uczestnicy tej edycji                           | Uczestnicy tej edycji  | Uczestnicy tej edycji | Uczestnicy tej edycji |
| ----------------------------------------------- | ---------------------- | --------------------- | --------------------- |
| REK                                             | Rekord Bielsko-Biała   | Bielsko-Biała         |                       |
| RRA                                             | Ruch Radzionków        | Bytom                 |                       |
| RAW                                             | GKS Radziechowy-Wieprz | Żywiec                |                       |
| WSS                                             | WSS Wisła              | Skoczów               |                       |
| W kolumnie pierwszej podano skróty nazw drużyn. |                        |                       |                       |

### Wyniki
| Drużyna 1              | Wynik     | Drużyna 2            |
| Półfinały              | Półfinały | Półfinały            |
| ---------------------- | --------- | -------------------- |
| GKS Radziechowy-Wieprz | 1:4       | Rekord Bielsko-Biała |
| WSS Wisła              | 2:4       | Ruch Radzionków      |
| Finał                  |           |                      |
| Ruch Radzionków        | 0:1       | Rekord Bielsko-Biała |

## Województwo Świętokrzyskie[13]
Udział biorą zwycięzcy poprzednich rund (I-VI). Start miały zagwarantowane wszystkie drużyny z województwa.
| Uczestnicy tej edycji                           | Uczestnicy tej edycji             | Uczestnicy tej edycji | Uczestnicy tej edycji |
| ----------------------------------------------- | --------------------------------- | --------------------- | --------------------- |
| KO2                                             | Korona II Kielce                  | -                     |                       |
| ŁYS                                             | Łysica Bodzentyn                  | -                     |                       |
| KSZ                                             | KSZO 1929 Ostrowiec Świętokrzyski | -                     |                       |
| PST                                             | Pogoń 1945 Staszów                | -                     |                       |
| W kolumnie pierwszej podano skróty nazw drużyn. |                                   |                       |                       |

### Wyniki
| Drużyna 1                         | Wynik     | Drużyna 2                         |
| Półfinały                         | Półfinały | Półfinały                         |
| --------------------------------- | --------- | --------------------------------- |
| Korona II Kielce                  | 3:2       | Łysica Bodzentyn                  |
| KSZO 1929 Ostrowiec Świętokrzyski | 9:0       | Pogoń 1945 Staszów                |
| Finał                             |           |                                   |
| Korona II Kielce                  | 0:8       | KSZO 1929 Ostrowiec Świętokrzyski |

## Województwo Warmińsko-Mazurskie[14]
Udział biorą zwycięzcy poprzednich rund (I-V). Start miały zagwarantowane wszystkie drużyny z województwa.
| Uczestnicy tej edycji                           | Uczestnicy tej edycji        | Uczestnicy tej edycji | Uczestnicy tej edycji |
| ----------------------------------------------- | ---------------------------- | --------------------- | --------------------- |
| SOS                                             | Sokół Ostróda                | -                     |                       |
| DRW                                             | Drwęca Nowe Miasto Lubawskie | -                     |                       |
| JEZ                                             | Jeziorak Iława               | -                     |                       |
| CON                                             | Concordia Elbląg             | -                     |                       |
| W kolumnie pierwszej podano skróty nazw drużyn. |                              |                       |                       |

### Wyniki
| Drużyna 1        | Wynik     | Drużyna 2                    |
| Półfinały        | Półfinały | Półfinały                    |
| ---------------- | --------- | ---------------------------- |
| Sokół Ostróda    | 3:1       | Drwęca Nowe Miasto Lubawskie |
| Jeziorak Iława   | 0:4       | Concordia Elbląg             |
| Finał            |           |                              |
| Concordia Elbląg | 1:3       | Sokół Ostróda                |

## Województwo Wielkopolskie[15]
Udział biorą zwycięzcy poprzednich rund (I-II). Start zagwarantowany mieli zwycięzcy pucharów okręgowych.
| Uczestnicy tej edycji                           | Uczestnicy tej edycji      | Uczestnicy tej edycji | Uczestnicy tej edycji |
| ----------------------------------------------- | -------------------------- | --------------------- | --------------------- |
| ŚRW                                             | Polonia Środa Wielkopolska | Poznań                |                       |
| KOŚ                                             | Obra Kościan               | Leszno                |                       |
| W kolumnie pierwszej podano skróty nazw drużyn. |                            |                       |                       |

### Wyniki
| Drużyna 1    | Wynik | Drużyna 2                  |
| Finał        | Finał | Finał                      |
| ------------ | ----- | -------------------------- |
| Obra Kościan | 1:3   | Polonia Środa Wielkopolska |

## Województwo Zachodniopomorskie[16]
Udział biorą zwycięzcy 1/4 finału. Start w nim zapewnieni mieli zwycięzcy pucharów okręgowych.
| Uczestnicy tej edycji                           | Uczestnicy tej edycji | Uczestnicy tej edycji | Uczestnicy tej edycji |
| ----------------------------------------------- | --------------------- | --------------------- | --------------------- |
| SZC                                             | MKP Szczecinek        | Koszalin              |                       |
| WOL                                             | Vineta Wolin          | Szczecin              |                       |
| MOR                                             | Morzycko Moryń        | Szczecin              |                       |
| DYG                                             | Rasel Dygowo          | Koszalin              |                       |
| W kolumnie pierwszej podano skróty nazw drużyn. |                       |                       |                       |

### Wyniki
| Drużyna 1      | Wynik        | Drużyna 2    |
| Półfinały      | Półfinały    | Półfinały    |
| -------------- | ------------ | ------------ |
| MKP Szczecinek | 1:0          | Vineta Wolin |
| Morzycko Moryń | 1:4          | Rasel Dygowo |
| Finał          |              |              |
| MKP Szczecinek | 1:1 (k. 5:3) | Rasel Dygowo |